# Cyclosa sachikoae
Cyclosa sachikoae är en spindelart som beskrevs av Akio Tanikawa 1992. Cyclosa sachikoae ingår i släktet Cyclosa och familjen hjulspindlar. Inga underarter finns listade i Catalogue of Life.